# Percyna zebrata
Percyna zebrata är en insektsart som först beskrevs av Brunner von Wattenwyl 1891.  Percyna zebrata ingår i släktet Percyna och familjen vårtbitare. Inga underarter finns listade i Catalogue of Life.